# گرسباخ (شپفهایم)
گرسباخ (به آلمانی: Gersbach) یک منطقهٔ مسکونی در آلمان است که در شپفهایم واقع شده‌است. گرسباخ ۲۴٫۰۹ کیلومتر مربع مساحت دارد ۸۶۵ متر بالاتر از سطح دریا واقع شده‌است.